# Cassipourea malosana
Cassipourea malosana är en tvåhjärtbladig växtart som först beskrevs av Bak., och fick sitt nu gällande namn av Arthur Hugh Garfit Alston. Cassipourea malosana ingår i släktet Cassipourea, och familjen Rhizophoraceae. Inga underarter finns listade i Catalogue of Life.